# Département d’Oumé
Le département d'Oumé est un département de Côte d'Ivoire. Il est localisé au centre-ouest du pays, dans le district de Gôh-Djiboua, région de Goh.  
Le chef-lieu du département est la ville d'Oumé.   